# Oman Air
Az Oman Air (arab: الطيران العماني) Omán nemzeti légitársasága. Menetrend szerinti belföldi és nemzetközi személyszállítási szolgáltatásokat, valamint regionális légi taxi- és charter járatokat üzemeltet.

## Története
Az Oman Air gyökerei az 1970-es évekig nyúlnak vissza, ekkor jött létre az Oman International Services (OIS). A vállalat a Beit Al Falaj repülőtér polgári repülőgép-földi kiszolgálójává vált. 1972-ben az OIS áthelyezte működését a Seeb International Airport új termináljára. A vállalat átvette a Gulf Air Light Aircraft Division-t 1977-ben, mielőtt ugyanabban az évben létrehozta a Repülőgépészeti Divíziót. A légitársaság 2025 júniusában csatlakozott a Oneworld légiszövetséghez.

## Vállalati ügyek
Az Oman Air központi irodája Muscat városában, a Muscat nemzetközi repülőtér közelében.

## Szponzori tevékenysége
Az Oman Air lett a 2015-ös NBO Golf Classic Grand Final döntő szponzora.
A palesztin gyermekek, akiknek a szüleit meggyilkolták, látogassanak el az Al Khoudh gyermekjóléti központba. Ezt a látogatást Oman Air és a Dar Al Atta'a támogatta.

## Flotta
Az Oman Air jelenleg 4db Airbus A330-200, 6db Airbus A330-300, 11db Boeing 787-9 Dreamliner, 2db Boeing 787-8 Dreamliner, 11db Boeing 737-800, 1db Boeing 737-900 és 11db Boeing 737 MAX 8 típusú repülőgépet üzemeltet. (legutóbbi típusra még van megrendelése, azonban még nem kapott kézhez minden repülőgépet a légitársaság)